# 韓謙
韩谦（？—1636年），號冲虚，陕西临洮府兰州人。明朝政治人物。

## 生平
萬曆四十年（1612年）壬子科陕西鄉試舉人，天啓二年（1622年）壬戌科進士。微时以父殁于扬州，万里扶榇还葬。其母性严正，谦孝事奉养怡悦，敬二叔如其父。初仕宿松令，革鱼芦诸税，继调溧阳，除漕军折乾陋规，平反死刑二十馀人。崇祯元年考察，补开封府教授，二年升国子监助教，三年升户部主事，司饷宁远，力除扣尅陋弊，给发片刻弗迟，将士感颂。四年晋郎中，六年出知重庆府，厘剔不法，一清征敛之弊，百姓感颂。崇祯九年卒。

## 家族
父韩梦魁。